# Nabil Haryouli
Nabil Haryouli (Voorburg, 24 maart 1999) is een Nederlands-Marokkaans kickbokser en MMA-vechter.

## Biografie
Haryouli is geboren in Voorburg en groeide op in een groot Marokkaans gezin. Zijn ouders komen oorspronkelijk uit Aïn Hamra, een dorpje in het Rifgebergte. Hij kwam al op jonge leeftijd in aanraking met vechtsport. Zijn broer was professioneel kickbokser en zijn vader beoefende het boksen. Uiteindelijk begon hij op 13-jarige leeftijd met vechten.

## Carrière
Haryouli maakte op 17-jarige leeftijd zijn profdebuut voor Enfusion. Hij versloeg hier Joey van den Houten op knockout in de eerste ronde. Sindsdien staat hij onder contract bij deze organisatie. Na zijn debuut heeft Haryouli naam gemaakt door zijn tegenstanders op agressieve wijze te verslaan, vaak met een KO.
Haryouli gaf begin 2021 aan interesse te hebben in het mixed martial arts, en maakte later dat jaar zijn debuut. Hij sloeg Kyle Todd in de eerste minuut al knock-out.

## Kickboxing Record
| Datum      | Resultaat | Tegenstander       | Event             | Locatie                                 | Wijze               | Ronde | Tijd  |
| 16-12-2022 | Winst     | Mario Gkouso       | Enfusion #117     | Dubai, Verenigde Arabische Emiraten     | Unanieme beslissing | 3     | 3:00  |
| 12-11-2021 | Winst     | Izzetin Altinsoz   | Enfusion Live 104 | Abu Dhabi, Verenigde Arabische Emiraten | TKO                 | 1     | [ 1 ] |
| 05-10-2019 | Winst     | Lorenzo Geurink    | Enfusion Live 88  | Dordrecht, Nederland                    | Unanieme beslissing | 3     |       |
| 13-04-2019 | Winst     | Youssef Akdader    | Enfusion Live 82  | Orchies, Frankrijk                      | Unanieme beslissing | 3     |       |
| 23-02-2019 | Winst     | Kyle Todd          | Enfusion Live 78  | Groningen, Nederland                    | Unanieme beslissing | 3     |       |
| 27-10-2018 | Winst     | Ahmad Chikhmousa   | Enfusion Live 73  | Oberhausen, Duitsland                   | Unanieme beslissing | 3     |       |
| 15-09-2018 | Winst     | Jordy Beekwilder   | Enfusion Live 70  | Antwerpen, België                       | Unanieme beslissing | 3     |       |
| 09-03-2018 | Winst     | Fabio Reis         | Enfusion Live 63  | Abu Dhabi, Verenigde Arabische Emiraten | Knock-out           | 1     |       |
| 17-02-2018 | Winst     | Bilal Zeroual      | Enfusion Live 61  | Eindhoven, Nederland                    | Knock-out           | 2     |       |
| 08-12-2017 | Winst     | Igor Fernandes     | Enfusion Live 58  | Abu Dhabi, Verenigde Arabische Emiraten | Knock-out           | 1     |       |
| 02-12-2017 | Winst     | Vytautas Wheetaz   | Enfusion Live 57  | Dordrecht, Nederland                    | Knock-out           | 1     |       |
| 11-11-2017 | Winst     | Arthur Neyezkho    | Enfusion Live 55  | Dordrecht, Nederland                    | Knock-out           | 1     |       |
| 30-09-2017 | Winst     | Kerem Lort         | Enfusion Live 53  | Antwerpen, België                       | Unanieme beslissing | 3     |       |
| 29-04-2017 | Winst     | Mohammed Mouhadad  | Enfusion Live 49  | Eindhoven, Nederland                    | Unanieme beslissing | 3     |       |
| 24-03-2017 | Winst     | Abdelilah Bouzakri | Enfusion Talents  | Abu Dhabi, Verenigde Arabische Emiraten | Knock-out           | 3     |       |
| 18-02-2017 | Verlies   | Ilias Zouggary     | Enfusion Live 46  | Eindhoven, Nederland                    | Unanieme beslissing | 3     |       |
| 04-01-2017 | Winst     | Vlag van Thailand  | Thailand Fights   | Thailand                                | Knock-out           | 1     |       |
| 03-12-2016 | Winst     | Joey van Houten    | Enfusion Talents  | Eindhoven, Nederland                    | Knock-out           | 1     | 01:30 |